# Sokół australijski
Sokół australijski (Falco longipennis) – gatunek ptaka drapieżnego z rodziny sokołowatych (Falconidae), zamieszkujący Australię, Tasmanię i Małe Wyspy Sundajskie. Niektóre osobniki migrują też zimą na archipelag Moluków, Nową Gwineę i Nową Brytanię. Nie jest zagrożony wyginięciem.

## Systematyka
Gatunek ten po raz pierwszy opisał w 1838 roku William Swainson, nadając mu nazwę Falco longipennis, która obowiązuje do tej pory. Jako miejsce typowe autor wskazał Tasmanię. Zwykle wyróżnia się trzy podgatunki F. longipennis.
Epitet gatunkowy longipennis pochodzi z łaciny i odnosi się do jego wąskich i długich skrzydeł.

## Morfologia

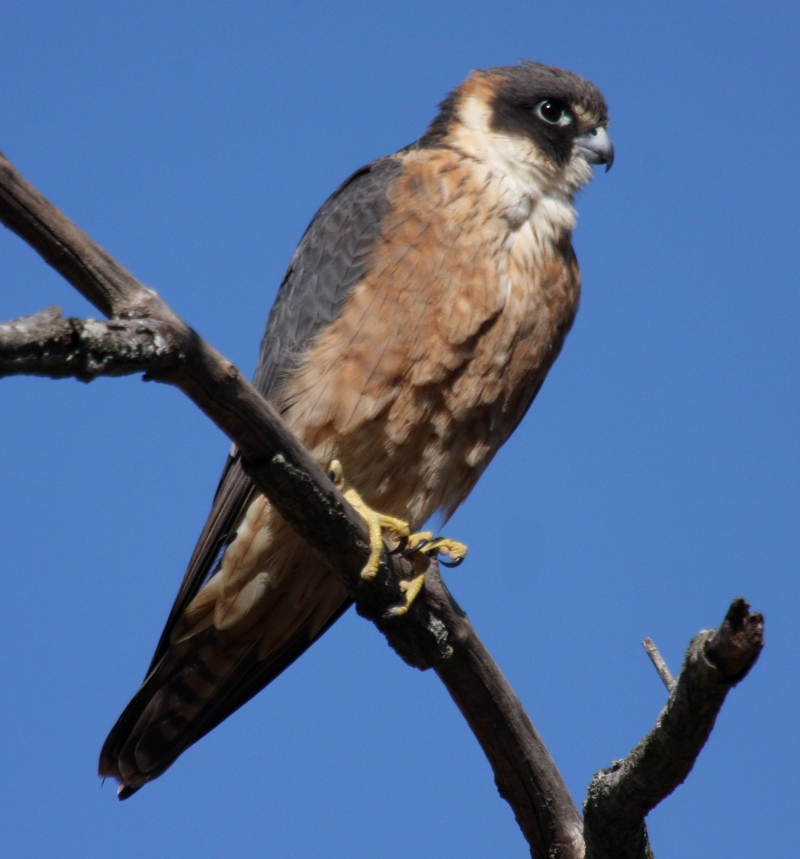
Sokół australijski w południowo-wschodnim Queenslandzie

To jeden z najmniejszych australijskich ptasich drapieżników, mierzy od 30 do 36 cm. Rozpiętość skrzydeł 66–87 cm. Masa ciała: samce 132–280 g, samice 190–420 g. Samice są większe od samców.
W znacznej mierze przypomina z wyglądu sokoła wędrownego, jednak jest dużo mniejszy i ma ciemniejsze upierzenie.

## Podgatunki i zasięg występowania
Poszczególne podgatunki zamieszkują:
- Falco longipennis hanieli – Małe Wyspy Sundajskie od Lomboku do Timoru oraz Wetar i Wyspy Tanimbar.
- Falco longipennis longipennis – południowo-zachodnia i południowo-wschodnia Australia, wyspy w Cieśninie Bassa, Tasmania; poza sezonem lęgowym występuje także bardziej na północ – w archipelagu Moluków, na Nowej Gwinei i Nowej Brytanii.
- Falco longipennis murchisonianus – północna, środkowa i wschodnia Australia; poza sezonem lęgowym występuje także bardziej na północ – w archipelagu Moluków i południowej Nowej Gwinei.

## Ekologia i zachowanie
W odróżnieniu od europejskich kuzynów jest bardziej zawziętym, agresywnym i śmiałym myśliwym.
Zamieszkuje otwarte tereny zalesione, gdzie szybko manewruje w locie w trakcie pościgu za innymi ptakami pomiędzy listowiem. Cechuje go zdolność do adaptacji do zmiennych warunków, toteż pojawia się na obszarach zurbanizowanych w parkach i ogrodach, wsiach, jak również na pozostałościach po tamtejszym buszu.
Za dnia łowi małe ptaki, prawie do tych osiągających ich gabaryty. Często widuje się te sokoły o zmierzchu, gdy chwytają nietoperze i duże owady. Podobnie jak sokoły wędrowne na ofiary może rzucać się z powietrza od góry lub napada zdobycz z ukrycia po szybkim pościgu.
W okresie lęgowym zajmuje gniazda innych ptaków, zwłaszcza krukowatych, znajdujące się wysoko na drzewach (co najmniej 10 m nad ziemią). Samica wysiaduje 2–3, rzadko 4 jaja i zajmuje się lęgiem, podczas gdy samiec poluje. Inkubacja trwa około 35 dni, a pisklęta przebywają w gnieździe przez 34–38 dni od wyklucia.

## Status
IUCN uznaje sokoła australijskiego za gatunek najmniejszej troski (LC, Least Concern). Trend liczebności populacji oceniany jest jako wzrostowy.